# 13258 Бей
13258 Бей (13258 Bej) — астероїд головного поясу, відкритий 17 серпня 1998 року.
Тіссеранів параметр щодо Юпітера — 3,531.